# Ajjangar
Ajjangar (dewanagari अय्यंगार, ang.: Iyengar, Ayyangar, Aiyangar, Ayengar, Iengar) – określenie jednej z podkast braminów w południowoindyjskim stanie Tamil Nadu. Drugą główną grupą braminów tamilskich są ajjarowie.
Są wyznawcami systemu wiśisztadwajta, którego eksponentem był Ramanudźa.